# 珠光擬梳唇隆頭魚
珠光擬梳唇隆頭魚，為輻鰭魚綱鱸形目隆頭魚亞目隆頭魚科的其中一種，分布於西大西洋區，從加拿大紐芬蘭至美國乞沙比克灣海域，棲息深度10-128公尺，體長可達38公分，棲息在沿岸淺水域，生活習性不明，可作為觀賞魚。